# عصب زیردنده‌ای
عصب زیردنده‌ای (انگلیسی: Subcostal nerve) (شاخهٔ پیشین عصب سینه‌ای دوازدهم) یک عصب مختلط حرکتی و حسی است که در ساختار شبکه کمری مشارکت دارد. این عصب در امتداد لبهٔ پایینی دندۀ دوازدهم حرکت می‌کند، اغلب شاخه‌ای ارتباطی به نخستین عصب کمری می‌فرستد و از زیر قوس پهلویی‌کمری جانبی عبور می‌کند.
سپس در جلوی ماهیچه چهارگوش کمری حرکت می‌کند، به ماهیچه عرضی شکم عصب‌دهی می‌کند، و میان آن و ماهیچه مایل درونی شکم به سمت جلو می‌رود تا همانند عصب‌های سینه‌ای‌شکمی در بدن توزیع یابد.
این عصب با عصب تهیگاهی‌بالاشکمی و عصب تهیگاهی‌کشاله‌ای از شبکه کمری ارتباط برقرار می‌کند، و شاخه‌ای به ماهیچه هرمی و ماهیچه چهارگوش کمری می‌فرستد. همچنین، شاخه‌ای پوستی جانبی از آن جدا می‌شود که به پوست ناحیهٔ لگن حس می‌دهد.

## تصاویر تکمیلی

دستگاه عصبی
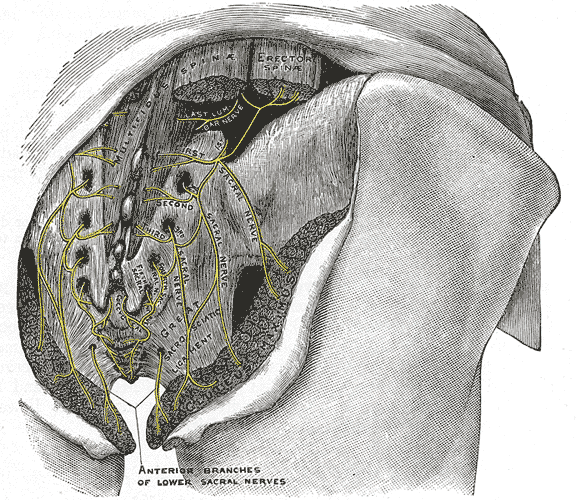
شاخه‌های پشتی اعصاب خاجی
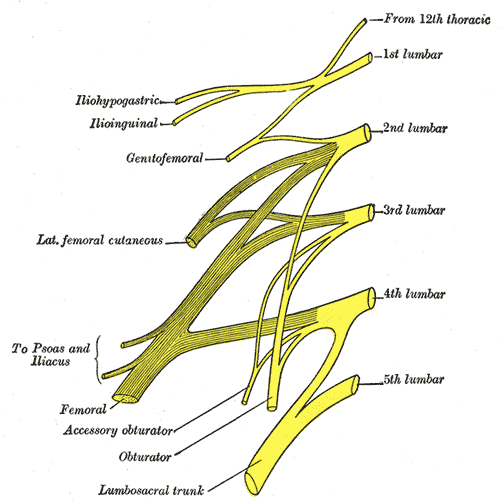
نقشهٔ شبکه کمری
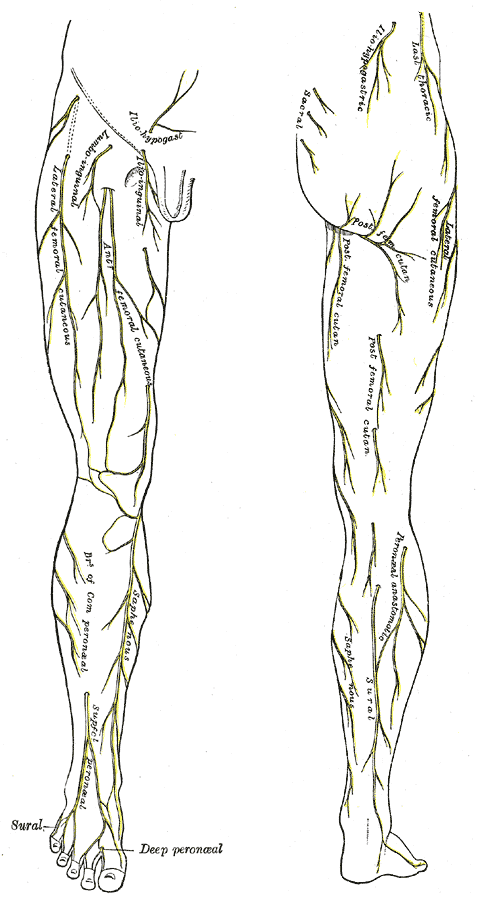
اعصاب پوستی اندام تحتانی راست، نمای جلو و پشت